# Pierrette Hayatou
Aicha Pierrette Hayatou est une femme politique camerounaise, membre du parti au pouvoir, le Rassemblement Démocratique du Peuple Camerounais (RDPC). En 2013, le Président de la République du Cameroun la nomme au Sénat.

## Biographie

### Formation académique
Originaire de la ville de Garoua, chef-lieu de la région du Nord Cameroun, elle a effectué son cursus académique dans sa ville natale jusqu'à l'obtention de son baccalauréat. Elle commence ses études supérieures à l'Université de Yaoundé avant d'être admise à l'Université Sorbonne Paris 3. Elle est titulaire d'un Diplôme d'Etudes Approfondies (DEA).

### Carrière
Elle est Présidente du Conseil d'Administration (PCA) de la société d'assurances Allianz Cameroun.

### Engagement social
Elle est présidente d'honneur du Cercle des Amis du Cameroun (CERAC) dont la présidente-fondatrice est la Première dame, Chantal Biya. Elle est la marraine du Centre des Créateurs de Mode du Cameroun (CCMC).

### Vie de famille
Elle est la veuve de Sadou Hayatou, ancien Premier ministre camerounais.

## Parcours politique
Militante du RDPC, elle est membre suppléante du comité central de ce parti qui tient les rênes du pouvoir au Cameroun depuis 1985. Elle a été nommée Sénatrice titulaire de la région du Nord Cameroun par le Président de la République par le décret N°2013/149 du 8 mai 2013. Elle occupe le poste de Secrétaire parmi les membres du tout premier bureau du Sénat camerounais présidé par Marcel Niat Njifenji élu le mercredi 12 juin 2013 lors de la première législature.
Pierrette Hayatou fait également partie de la deuxième législature du Sénat camerounais à la suite du décret N° 2018/242 du 12 avril 2018 portant nomination de Sénateurs. Le mardi 5 juillet 2022 au Palais des congrès de Yaoundé, elle est nommée comme vice-présidente du Comité technique du Bureau Exécutif de l’Alliance parlementaire camerounaise pour la sécurité alimentaire et nutritionnelle (APCASAN). Cette entité parlementaire a pour rôle de porter la sécurité alimentaire et nutritionnelle au rang des priorités nationales dans l'optique de l'atteinte de l'objectif zéro faim au Cameroun. Ainsi les parlementaires, à travers l'APCASAN, en vertu de leurs responsabilités en matière législative, budgétaire et de contrôle de l'action gouvernementale, œuvrent à ériger la lutte contre la mal nutrition au cœur des stratégies de développement. Ils travaillent aux côtés de partenaires institutionnels à l'instar de la FAO, de l'UNICEF et du Programme Alimentaire Mondial présents lors de la cérémonie d'installation. 
Pierrette Hayatou conserve ses fonctions de Sénatrice titulaire lors de la troisième législature en vertu du décret N°2023/188 du 31 mars 2023. Elle entame une tournée de remerciement avec trois autres sénateurs de la région du Nord Cameroun le 16 août 2023 dans la commune d'arrondissement de Garoua 1er. Ainsi, les sénateurs Didjatou Oumarou, Garga Souaibou et Oumarou Vaidang accompagnent la sénatrice dans ce périple au cours duquel les quatre parlementaires font un compte rendu parlementaire à leurs électeurs de leurs différentes réalisations durant leurs deux premières sessions au Sénat. 
Le 13 avril 2024, elle est installée comme Présidente du Comité national d’organisation de la prochaine assemblée régionale d’Afrique de l’Assemblée Parlementaire de la Francophonie (APF). Cette nomination a été faite par Hilarion Etong, président de la section Cameroun de l'APF et également Premier Vice-président de l'Assemblée nationale.